# Sangonera la Verde
Sangonera la Verde és una entitat local menor espanyola del municipi de Múrcia. Té una població de 9.648 habitants (INE 2009) i una extensió de 14,418 km². Es troba a uns 8 km de la capital de Múrcia.